# Atshan
Atshan (tiếng Ả Rập: عطشان) là một ngôi làng Syria nằm trong tiểu khu Suran ở huyện Hama. Theo Cục Thống kê Trung ương Syria (CBS), Atshan có dân số 1.809 trong cuộc điều tra dân số năm 2004.